# Ночные ужи
Ночные ужи, или ночные змеи (лат. Hypsiglena) — род змей из семейства ужеобразных, обитающий в Северной Америке.

## Описание
Общая длина представителей этого рода колеблется от 40 до 70 см. Голова плоская. Глаза маленькие с вертикальными зрачками. Туловище тонкое. Окраска изменчива, зависит от местности, но в целом колеблется от серого до коричневого цвета с различными оттенками. На основном фоне присутствуют тёмно-коричневые, серые или чёрные пятна на спине и по бокам. Много видов имеют чёрные отметины на шее.
Яд не представляет угрозы для жизни человека.

## Образ жизни
Населяют различные биотопы: пустыни, полупустыни, леса, луга, кустарники. Активны ночью. Питаются земноводными, ящерицами, мелкими змеями.

## Размножение
Это яйцекладущие змеи. Самки откладывают до 10 яиц.

## Распространение
Ареал охватывает юго-запад США и значительную часть территории Мексики. 

## Классификация
На август 2018 года в род включают 9 видов:
- Hypsiglena affinis Boulenger, 1894 — Родственная ночная змея
- Hypsiglena catalinae Tanner, 1966
- Hypsiglena chlorophaea Cope, 1860
- Hypsiglena jani (Dugès, 1865)
- Hypsiglena ochrorhyncha Cope, 1860
- Hypsiglena slevini Tanner, 1943
- Hypsiglena tanzeri Dixon & Lieb, 1972 — Ночная змея Танзера
- Hypsiglena torquata (Günther, 1860) — Ночной уж Гюнтера, или спиральная ночная змея
- Hypsiglena unaocularus Tanner, 1946